# French Championships 1958
Turniej tenisowy French Championships, dziś znany jako wielkoszlemowy French Open, rozegrano w 1958 roku w dniach 20 - 31 maja, na kortach im. Rolanda Garrosa w Paryżu.

## Zwycięzcy

### Gra pojedyncza mężczyzn
Mervyn Rose -  Luis Ayala 6-3, 6-4, 6-4

### Gra pojedyncza kobiet
Zsuzsa Körmöczy -  Shirley Bloomer 6-4, 1-6, 6-2